# 圣米格尔-迪泰普
圣米格尔-迪泰普是巴西帕拉伊巴州的一个市镇。总面积92.254平方公里，总人口6664人，人口密度72.2人/平方公里。